# ابل اوانز
ابل اوانز (انگلیسی: Abel Evans; تاریخ ورودی نامعتبر است – ۱ ژانویهٔ ۱۷۳۷) یک شاعر اهل انگلیس بود.